# Rinaldo Smordoni
Rinaldo Smordoni (Roma, 5 febbraio 1933 – Roma, 15 giugno 2024) è stato un attore italiano, noto come attore bambino per il suo ruolo di protagonista con Franco Interlenghi nel film Sciuscià (1946) di Vittorio De Sica.

## Biografia

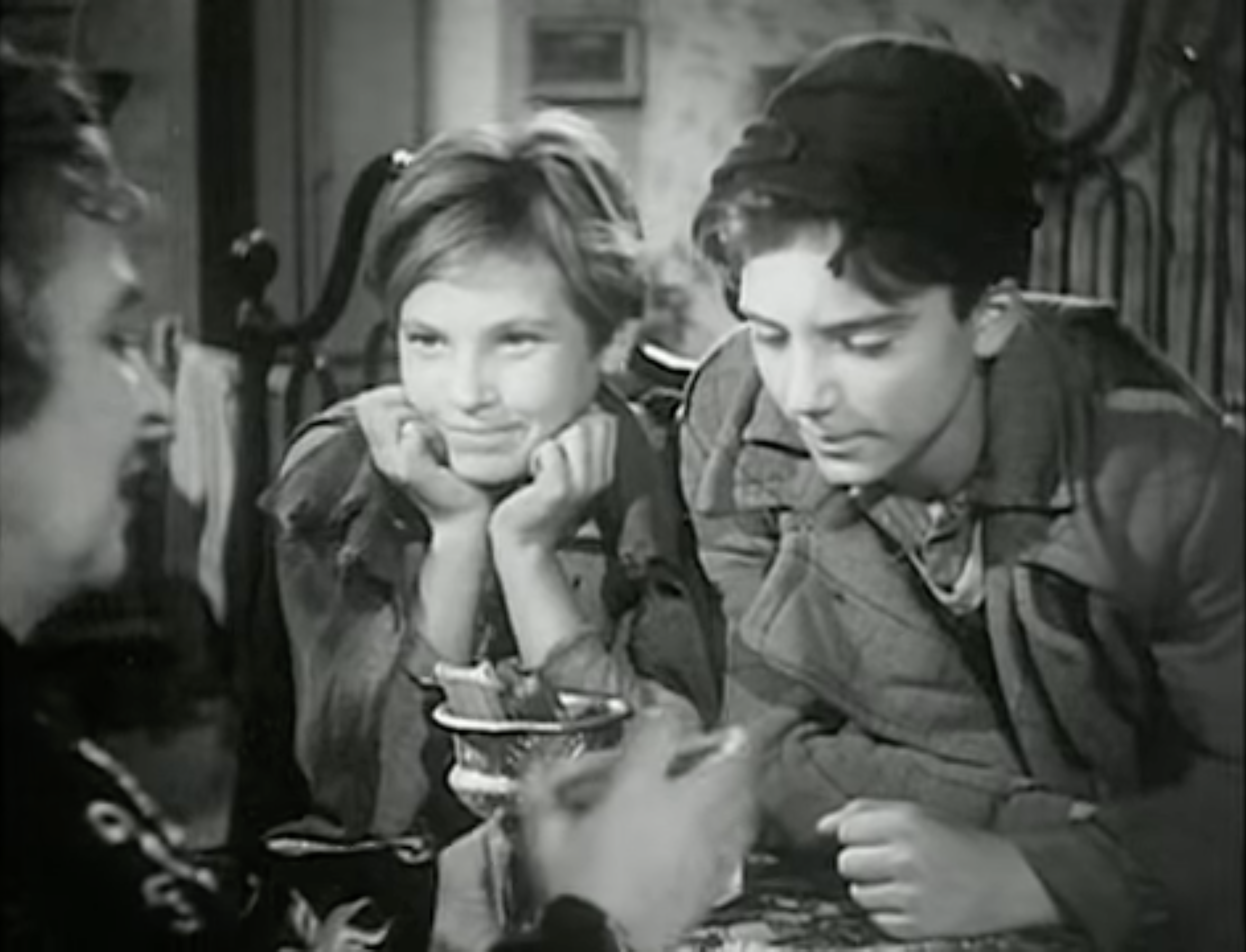
Rinaldo Smordoni con Franco Interlenghi in Sciuscià

Nato a Roma il 5 febbraio 1933, Rinaldo Smordoni fu una delle icone del cinema neorealista italiano grazie al ruolo di protagonista, con Franco Interlenghi, del film Sciuscià (1946) di Vittorio De Sica. Per i due ragazzi, letteralmente presi dalla strada, si trattò infatti della prima esperienza cinematografica. Smordoni fu il primo ad essere scelto, quello che immediatamente attrasse l'attenzione del regista per la sua presenza scenica e la sua spontanea naturalezza davanti alla macchina da presa. L'intero film fu costruito attorno al suo personaggio, e tutto fu fatto perché Smordoni potesse trovarsi completamente a suo agio sul set. Il ruolo della madre fu dato alla sua stessa madre, e perfino per la scelta finale del suo compagno Interlenghi ci si affidò alla sua preferenza. Il risultato fu uno dei capolavori del cinema, premiato nel 1947 con l'Oscar al miglior film straniero.
Negli anni successivi Smordoni tornò a recitare in due altre pellicole: ebbe un ruolo minore ma di rilievo come Gavroche in Caccia all'uomo (1948), un adattamento de I miserabili, e una piccola presenza in 11 uomini e un pallone (1948). Al contrario di Franco Interlenghi, destinato ad una lunga carriera di attore, Smordoni si ritirò dalle scene ancora ragazzo. Visse la sua esperienza come un gioco in cui gli si chiedeva di essere sé stesso. "Recitare" era un'altra cosa: non gli interessava né se ne sentiva portato. Da adulto lavorò poi come marmista e come autista dell'ATAC a Roma. Ricordò pubblicamente la sua esperienza di attore bambino in articoli, in interviste televisive e soprattutto in due documentari di Mimmo Verdesca: Protagonisti per sempre (2014), premiato al Giffoni Film Festival, e Sciuscià 70 (2016), vincitore del Nastro d'argento speciale.

## Filmografia
- Sciuscià, regia di Vittorio De Sica (1946)
- Caccia all'uomo, regia di Riccardo Freda (1948)
- 11 uomini e un pallone, regia di Giorgio Simonelli (1948)
- Protagonisti per sempre, regia di Mimmo Verdesca (2014) – documentario
- Sciuscià 70, regia di Mimmo Verdesca (2016) – documentario